# Phyllostachys virella
Phyllostachys virella är en gräsart som beskrevs av Tai Hui Wen. Phyllostachys virella ingår i släktet Phyllostachys och familjen gräs. Inga underarter finns listade i Catalogue of Life.